# 王斌 (足球运动员)
王斌(1969年2月7日—)，男，中国足球运动员，司职中后卫，也可担当前锋。曾效力于济南泰山、深圳飞亚达等球队。

## 职业生涯

### 俱乐部
- 1989年进入山东队征战甲A联赛。
- 1994年职业联赛开始后代表济南泰山征战职业联赛。
- 1996年转会至深圳飞亚达。